# Camille Herron

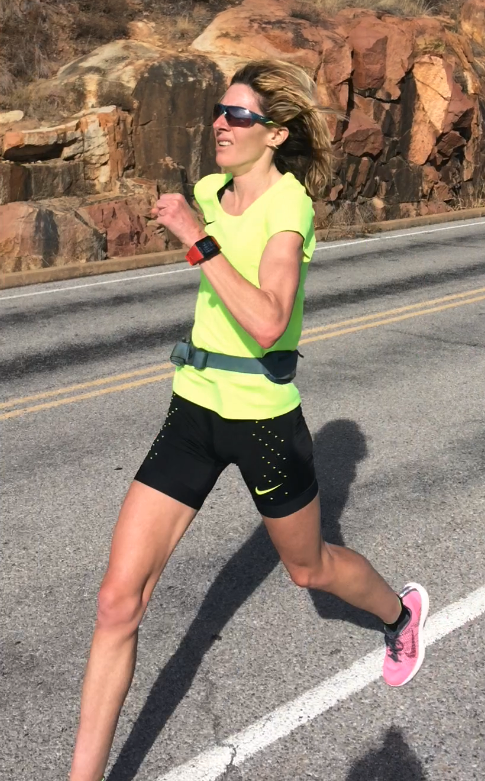
Camille Herron, 2017

Jacquelyn Camille Herron (* 25. Dezember 1981) ist eine US-amerikanische Trail- und Ultraläuferin.

## Werdegang
Mit der Unterstützung ihres Mannes Conor Holt, einem ehemaligen Eliteläufer und College-Trainer, kehrte Herron als Straßenläuferin zum Leistungssport zurück, nachdem sie bereits an der High School beachtliche Leichtathletik-Erfolge erreicht hatte. Sie führt ihren Erfolg im Ultralauf auf ihre wissenschaftlichen Kenntnisse und ihren Trainingsansatz zurück, bei dem kurze, häufige Läufe im Vordergrund stehen, um konstant ein hohes Laufvolumen zu erreichen.
2024 verlor sie ihren Sponsor Lululemon Athletica, nachdem ein Journalist in dem kanadischen Lauf-Fachmagazin Running aufgedeckt hatte, dass sie oder ihr Ehemann Cobor Holt Artikel der englischsprachigen Wikipedia bearbeitet hatten, wobei sie Leistungen von Konkurrentinnen Herrons geschmälert und Herrons eigene überhöht hatten. Die Bearbeitungen wurden zu Herrons E-Mail-Account und Holts IP-Adresse zurückverfolgt.

## Erfolge
- Sieg beim Spartathlon 2023 mit einem Streckenrekord, der die bisherige Bestzeit um über 2 Stunden unterbot.
- Beim Ultramarathon Further vom 6. bis 11. März 2024 in Kalifornien, veranstaltet von Lululemon, stellte Herron gleich 12 Weltrekorde auf, darunter den 6-Tage-Weltrekord der Frauen (560,33 Meilen bzw. 901,76 Kilometer).[3][4]